# Shadowrun
Shadowrun — це настільна рольова гра в жанрі наукове фентезі, події якої відбуваються у найближчому майбутньому вигаданого Всесвіту, в якому співіснують кібернетика, магія та фентезійні створіння. Він поєднує жанри кіберпанку, міське фентезі та злочинність, з епізодичними елементами змови, жаху та детективної фантастики. З часу свого створення в 1989 році Shadowrun залишився серед найпопулярніших рольових ігор. Він породив широку франшизу, яка включає в себе серію романів, гру з колекційними картами, дві мініатюрні настільні бойові ігри та кілька відеоігор.
Назва взята з головної передумови гри — про те, що промислове шпигунство стало частим явищем в найближчому майбутньому. Біг у тіні — успішна крадіжка даних або фізичне вторгнення у конкуруючу корпорацію чи організацію — є одним з головних інструментів, якими користуються як корпоративні конкуренти, так і особи тіньового світу. Декери (футуристичні хакери), які можуть зануритися в тривимірний кіберпростір, протистоять суперницьким декерам і смертельно небезпечним, потенційно руйнуючим мозок штучним інтелектам під назвою «Електроніка протидії вторгненням» — «ICE», коротко — які захищені вуличними бійцями та / або найманцями, найчастіше з кібернетичними імплантатами (їх називають кібер-вдосконалення), магами та іншими екзотичними особами, під час таких місій проводиться пошук доступу, фізичного чи віддаленого, до енергетичних структур конкуруючих груп. Магія також повернулася у світ після серії дистопічних чум; дракони, які можуть приймати людську форму, також повернулися і зазвичай зустрічаються на високих посадах корпоративної влади.

## Сетинґ
Події Shadowrun відбуваються в недалекому майбутньому (2050 рік у першому виданні, 2082 — у шостому). Кінець мезоамериканського календаря довгих рахунків оголосив про початок Шостого світу, з появою колись міфічних створінь (на приклад Дракони), та несподіванним пробудженням магії. Велика кількість людей «гоблінізувалася» в орків та тролей, в той час як багато жінок почали народжувати дітей з явними рисами ельфів та дворфів. В Північній Америці індіанці помітили, що їх традиційні церемонії дозволяють їм керувати могутніми духами, а ритуали пов'язані з новим рухом Танцю духа дозволило захопити західну частину Сполучени штатів та Канади, де вони сформували федерацію Корінних Американських націй. Сіетл залишається під контролем Сполучених Штатів, як анклав міста-держави, і де відбувається більшість подій ігрових матеріалів що пропонує використовувати його у своїх кампаніях.
Паралельно з цими магічними подіями, технологічні та соціальні розробки сетингу ХХІ століття, пов'язані з науковою фантастикою кіберпанку. Мегакорпорації контролюють життя своїх співробітників і командують власними арміями; десять найбільших мають екстериторіальний статус, яким зараз користуються глави закордонних держав. Технологічний прогрес робить кібер-вдосконалення(механічна заміна деталей тіла) та біо-вдосконалення(створені в пробірках частини тіла, імплантовані замість природних органів). Комп'ютерна катастрофа 2029 року призвела до створення Матриці — всесвітньої комп'ютерної мережі, з якою користувачі взаємодіють через прямий нейронний інтерфейс. Коли виникають конфлікти, корпорації, уряди, синдикати організованої злочинності та навіть заможні особи для виконання своєї брудної роботи наймають спеціалістів, які виконують «біги в тіні» або місії, що здійснюються з особами без ідентифікацій, або тих, які бажають залишитися невідомими, з використанням непідтверджених активів. Найбільш кваліфікованих з цих фахівців, які називаються «Тими, що біжать в тіні», заслужили репутацію за виконання роботи. Вони розробили вміння залишатись живим та процвітаючим у світі Shadowrun.

## Історія публікації
Shadowrun була розроблена та опублікована FASA з 1989 року до початку 2001 року, коли FASA закрила свої двері, а майно було передано WizKids (компанії, заснованій колишніми співробітниками FASA). За два роки до свого закриття FASA продала корпорації Microsoft свою філію відеоігор, FASA Interactive, зберігаючи права на публікацію романів та настільних рольових ігор. Цифрові права на всесвіт Shadowrun належать Microsoft з 1999 року. WizKids ліцензував права на RPG для Fantasy Productions (які вже публікували для німецької версії) до тих пір, поки їх не придбав Topps у 2003 році. Catalyst Game Labs (видавничий відділ InMediaRes Productions) ліцензував права компанії Topps на публікацію нових продуктів. Сама WizKids створила невдалу колекційну гру з фігурними діями на основі власності під назвою Shadowrun Duels.
П'яте видання Shadowrun було оголошено у грудні 2012 року. Він був випущений у форматі PDF у липні 2013 року, з обмеженою версією основного п'ятого видання у м'якій обкладинці, що продавалася на виставці гри Origins у червні 2013 року. Версія в твердій обкладинці була випущена в серпні 2013 року. Він, як правило, був подібний до системи, яка була оприлюднена у четвертому виданні та модифікована у випуску двадцятого ювілею.
1 травня 2019 року було оголошено шосте видання під назвою Shadowrun, Шостий Світ, що збігається з 30-річчям гри, разом з новим вебсайтом shadowrunsixthworld.com. Гра була представлена публіці 26 серпня 2019 року. Механіка цієї нової версії, в більшості схожа на механіку, що й у П'ятому виданні, зі зміною деяких систем, які розробник Джейсон Гарді характеризував як упорядкування системи. Ця нова версія також прогресує в ігровому році до 2080 року.
Починаючи з 2004 року, Shadowrun Missions (SRM) пропонує шанувальникам «живі кампанії», які дозволяють активний розвиток персонажу. SRM розбивається на «сезони», які складаються з 24 окремих місій, які можна заграти вдома, при цьому спеціальні місії можуть грати виключно на конвентах. Кожен сезон SRM розробляє загальний сюжет, орієнтований на конкретне місто, із середовища Shadowrun. Сетинг місій включав розділене місто Денвер, корпоративне місто-штат Манхеттен і місто-державу Сіетл-Метроплекс, а також колись огороджені пустки Чикаго.
Рольова гра Shadowrun породила декілька видів власності, серед яких Shadowrun: Карткова Гра, вісім відеоігор, гра з фігурками (Shadowrun Duels), два журнали, художня книга та більш ніж 50 романів, починаючи з «Таємниці влади». Серіал, який представляє деяких оригінальних персонажів Shadowrun і пропонує ознайомлення з цим вигаданим всесвітом. Окрім основної книги правил (тепер у шостому виданні), було видано понад 100 додаткових книг із пригодами та розширеннями як правил, так і налаштувань гри. Catalyst Game Labs оголосив 2013 рік стане «роком Shadowrun», і крім випуску Shadowrun Fifth Edition, у створенні якого вони співпрацювали із видавцями таких форм власності: Shadowrun: Crossfire, Adventure Deck-building Game ; Shadowrun: Sprawl Gangers, тактична бойова гра мініатюр; і Shadowrun: Hostile Takeover, настільна гра, розроблена Bryan CP Steele, запланована на кінець 2014 / початок 2015 року. Catalyst співпрацював з Nordic Games та Cliffhanger Studios, щоб створити Shadowrun Chronicles: Boston Lockdown online RPG, однак він був закритий 30 листопада 2018 року, оскільки виробники посилалися на відсутність фінансування та закінчення ліцензійних умов використання ІС.

## Вигаданий Всесвіт
Світ Shadowrun є крос-жанровим, включає елементи як кіберпанку, так і міського фентезі. На відміну від суто кіберпанк-гри, у світі Shadowrun магія існує і «працює» з 2011 року. Крім усього іншого, це розщеплення людства на підтипи, також відомі як метатипи / металюди. Деякі з цих метатипів мають форму звичних для фентезі рас. Так само деякі тварини перетворилися на звичних монстрів фентезійного минулого та лору, і монстри, і люди-маги повернули магічні сили. До другої половини XXI століття, в момент подій гри, все це сприймається за норму. Людина, машина і магія існують у світі, де дивовижне є чимось звичайним, і технологія увійшла в кожну грань людського (і металюдського) життя.

### Раси
Персонажами в Shadowrun можуть бути люди, орки, тролі, ельфи, дворфи, а також певні різні під види (відомі як метаваріанти), такі як гноми, гіганти, мінотаври тощо. У перші дні, коли магія повернулася у світ, люди почали народжувати немовлят-ельфів та карликів, явище під назвою Непояснене генетичне вираження (UGE). Пізніше деякі неповнолітні та дорослі люди «гоблінізувалися» в інші раси (переважно орків, але також і тролів). Термін «металюдський» використовується або для позначення людства в цілому, включаючи всі раси, або для позначення раси, що не стосується людини, залежно від контексту. З поверненням Комети Галлея виникли нові людські варіанти під назвою «Змінні». Дві з металюдських рас мають вигадані мови.
Крім того, відомо, що вірус, відомий як вірус вампіризму людини мета-людини (HMHVV), з багатьма варіаційними штамами, спричинив зміни, що відрізняються від традиційного вампіризму, які часто породжують жорстоких мерзот, які вже не люди, а іноді й не дружні: bandersnatches, баньши, dzoo-noo-quas, гобліни, упирі, носферату, вампіри, вендіго, дикі фомори і інші. Більшість цих видів не вважають людські / металюдські види більш ніж жертвами, а суспільство трактує їх як небезпечні суб'єкти. Вони зазвичай не доступні як персонажі гравців. Дракони також присутні у пробудженому світі, хоча і не як персонажі гравців. Дракони дуже потужні фізично, магічно, а в деяких ситуаціях і фінансово; деякі дракони знайшли багатство, яке вони приховували під час останнього Пробудження. Їх величний розум дозволив їм швидко набути великого впливу та влади, деякі з них піднялися на високі політичні та економічні посади, керуючи цілими корпораціями або навіть на чолі держав.

### Ігрове тло
Події гри відбуваються в недалекому майбутньому, після великих змін, яка повернули магію у світ. Виникнення магії, спалах чум VITAS, Падіння матриці 2029 року, Євро-війни та війни за незалежність американських племен, китайських провінцій та все інше, що відбулося з безліччю боїв, які спустошили Європу та Азію та призвели до падіння світових урядів. США розкололися на під-держави. Грошова вартість втрачена. Світ повинен був відновитись, і відбудувати їх, на цей раз, в образі мегакорпорацій, які захопили владу. Скориставшись прийнятими роками законами, використовуючи свою нову свободу, мегакорпи почали перехоплювати владу від повалених урядів. Невдовзі світ трансформувався. Межі були перекреслені, а політичний пейзаж змінився назавжди.
Основна передумова обстановки полягає в тому, що, як світ переживає низку подій, що змінюють держави і конфлікти, політичний ландшафт роздроблений і реформований. Наприклад, у Північній Америці деякі нації розпалися та реформувались, як це було у випадку з Конфедерацією американських держав та Сполученими Штатами Канади та Америки, а інші стали притулками для певних расових чи етнічних груп, наприклад, корінних американських націй (Корінні Американці застосували свої нові магічні здібності, щоб відвоювати масивні території) або ельфійське князівство Тір Таїнгіре, яке охоплює весь штат Орегон. Деякі, як Каліфорнійський вільний штат, просто проголосили незалежність, а інші стали фактично корпоративними державами, як Aztlan (колишня Мексика), штаб-квартира мегакорпусу Aztechnology. Незважаючи на нову роль мегакорпорацій, багато країн все ще тримаються за допомогою економічних, соціальних та військових засобів. Для більшості людей «проходити» означає скористатися тим, що корпи чи уряд можуть їм запропонувати.

### Корпорації
Монолітні «вороги» світу Shadowrun (сильно запозичені з міфів про кіберпанк) — корпорації, які ще називають «мегакорпораціями», «мегакорпами», або просто «мегами» або «корпами». Мегакорпорації в 21 столітті є глобальними, всі, крім найменшої, володіють кількома філіями та підрозділами по всьому світу. Вони є наддержавами Всесвіту Shadowrun, у яких найбільші корпорації мають набагато більше політичної, економічної та військової сили, ніж навіть наймогутніші національні держави.
У Shadowrun корпорації фактично «класифікуються» за кількістю активів, що ними контролюються, включно з матеріальною складовою, персоналом та власністю, а також прибутком. Ці ранги — A, AA та AAA; Корпорації AAA є найвищим рівнем. Більшість корпорацій на рівні АА та ААА не застраховані від внутрішнього законодавства, відповідальні лише перед самими собою і регулюються лише Корпоративним судом, зібранням десяти корпорацій з рейтингом ААА. Усі корпорації з рейтингом ААА та більшість з рейтингом АА мають привілей, відомий як «екстериторіальність», тобто будь-яка земля, що належить корпорації, є суверенною територією лише до корпи та не має будь-яких законів країни, в якій вона знаходиться. Корпоративна територія — це не чужа, а корпоративна земля, як і її працівники — корпоративні громадяни, хоча подвійне громадянство в корпорації та нації є загальним. Корпорації ААА, а також численні незначні корпорації воюють один з одним не тільки в залі засідань або під час ділових переговорів на високому рівні, а й з фізичним знищенням, підпільними операціями, ворожим вилученням або ліквідацією життєво важливого персоналу та іншими засобами диверсій. Оскільки жодна корпорація не хоче нести відповідальності за збитки, це повинно бути зроблено найманими активами або «Тими, що біжать тінями», невидимими для системи, де кожен громадянин позначений ідентифікаційним номером системи (SIN).

### Технологія та матриця
Незважаючи на Падіння, яке спричинило пошкодження великої кількості даних, технології в грі є передовими. Розширюючі здібності Кібер-вдосконалення (штучні кібернетичні імплантати) та Біо-вдосконалення (генетично сконструйовані біологічні імплантати) з'явилися і стали звичними явищами. Персонажі також можуть покращувати свої тіла за допомогою імплантатів на основі нанотехнологій.
У попередніх виданнях фонової літератури технологія прямого нейронного інтерфейсу давала можливість людям та металюдям безпосередньо отримувати доступ до комп'ютерів та до «Матриці», глобальної комп'ютерної мережі, реструктуризованої після Падіння 2029 року. Доступ до Матриці здійснювали «декери»: люди, у яких є «кібердеки», портативні або вбудовані обчислювальні пристрої, що взаємодіють з мозком користувача через імплантат мозково — комп'ютерний інтерфейс, який називається «Датаджек», котрий, як правило, розташований у скроні або за вухом.
У Shadowrun, четверте видання, правила Матриці змінилися завдяки постійній еволюції сетингу та прагненню відповідати реальним світовим технологічним розробкам. Після другого Падіння Матриці у 2064 році технологія Матриці була виведена з провідної мережі та перейшла в бездротову технологію. Найбільш помітна відмінність між Matrix в 2070-х роках і більш ранніми виданнями полягає в тому, що бездротова технологія стала повністю всюдисущою. Доступ до комунікацій та матриці забезпечується через вузли Wi-Fi, розміщені по всій інфраструктурі майже кожного міста на Землі, виконуючи послугу, подібну до сучасних домашніх сторінок, але через велику кількість вузлів доступу лише малий відсоток їх обсяжності обов'язковий. Вузли всіх електронних пристроїв, які несе людина, пов'язані аналогічно, створюючи персональну мережу (PAN). Люди отримують доступ до PAN за допомогою свого Комлінку, комбінованого персонального комп'ютера / стільникового телефону / КПК / бездротового пристрою, доступного як імплантація мозку або наголовний дисплей. Цей доступ може бути з сенсорним зануренням, загальним для кіберпанк-фантастики, або сенсорним розширенням, завдяки якому віртуальними особливостями фізичного оточення можна сприймати та маніпулювати. Інші особисті вбудовані або переносні пристрої, пов'язані з ПАН, включно з розумною вогнепальною зброєю. Матриця 2070-х років, таким чином, є не лише віртуальною реальністю, але і доповненою або змішаною реальністю. Кібердеки застаріли, тому «декери» знову стали «хакерами». У свою чергу, отаку попередніх версій (декери, яким не потрібні деки для доступу до Матриці) були перероблені в техномантів, які мають вроджене з'єднання з Матрицею, що дозволяє їм отримувати доступ до бездротової мережі без апаратних засобів, хоча це явище не є повністю зрозумілий навіть у межах сетингу і може бути частково магічним за своєю суттю.
У П'ятому виданні Shadowrun під впливом корпорацій, матрицю розділили на мережі для кращого контролю та створили відділу догляду мережі (GOD). Таким чином, хакери були змушені придбати спеціалізовані, якісніші варіанти комлінків з кращою потужністю обробки, які швидко за старою звичкою називали «кібердеками». Це призвело до повернення терміна «декер» попередніх видань.
Тим часом, «технарі» — це люди, які використовують датаджеки та більшість спеціальних видів кібер-програмного забезпечення «обладнання контролю» — для взаємодії з транспортними засобами та безпілотниками. Часто вони також використовують деку дистанційного керування, яку називають «командна консоль ріггера». Термін «ріггер» також може застосовуватися до інших, що використовують ці машини.
Ріггери занурюються до машин, щоб контролювати їх розумом. Під час занурення, вони зливаються з машиною, замінюючи показники транспортного засобу або безпілотників своїми власними. Це дозволяє ріггеру керувати своїми машинами зі швидкістю матриці та з більшою точністю. Мінус полягає в тому, що якщо машина отримує пошкоджується, то ріггер може отримати пошкодження через високий рівень віддачі. Точно так само, ріггер може брати участь у кібербоях з ворожими групами, які можуть намагатися захопити контроль над його пристроями.

### Магія
Ті, хто здатний активно взаємодіяти з магічними енергіями Шостого світу, відомі як «пробуджені». Сила пробудженого персонажа в магії пов'язана з їх атрибутом Магії. Підхід користувача магії до роботи з містичною енергією називається Шляхом. Пробуджені обирають один з трьох загальних Шляхів: маги, адепти та містичні адепти. Загалом кажучи, маги фокусують свою магію ззовні, активно впливаючи на навколишній світ, а адепти фокусують свою магію всередині, пасивно підсилюючи їхні тіла та розум.
Маги здатні кидати заклинання, викликати духів і створювати магічні артефакти, що називаються «foci». Усі маги дотримуються традицій, що визначають їхнє розуміння магії, включаючи герметиків (контроль над магією яких відбувається через вивчення та маніпулювання магічною енергією чи маною, і які викликають і зв'язують елементалів у тривалих і дорогих ритуалах, про які слід пізніше називати) та шаманів (чия магія походить від зв'язку з природою за допомогою тотемного духу, і хто може викликати духи природи, пов'язані з певним місцем). Адепти використовують магію всередині, щоб посилювати свої природні фізичні здібності. Адепти можуть бігати по стінах, використовувати мирські предмети як смертельно кинуті снаряди, розбивати тверді предмети одним ударом руки, а також виконувати подібні подвиги неймовірної здатності. Усі адепти дотримуються особливого шляху (Шлях воїна, Шлях художника тощо), який зазвичай визначає їхні здібності, які можуть бути дуже різними для будь-яких двох адептів (хоча один може демонструвати посилені рефлекси та спорядження вогнепальної зброї, другий може неперевершено володіти катаною, а третій зможе продемонструвати неймовірні транспортні трюки). Містичні адепти, також відомі як фізичні маги, є сумішшю чарівника й адепта, які розподіляють свою магічну силу між здібностями обох аспектів.

## Система

### Механіка

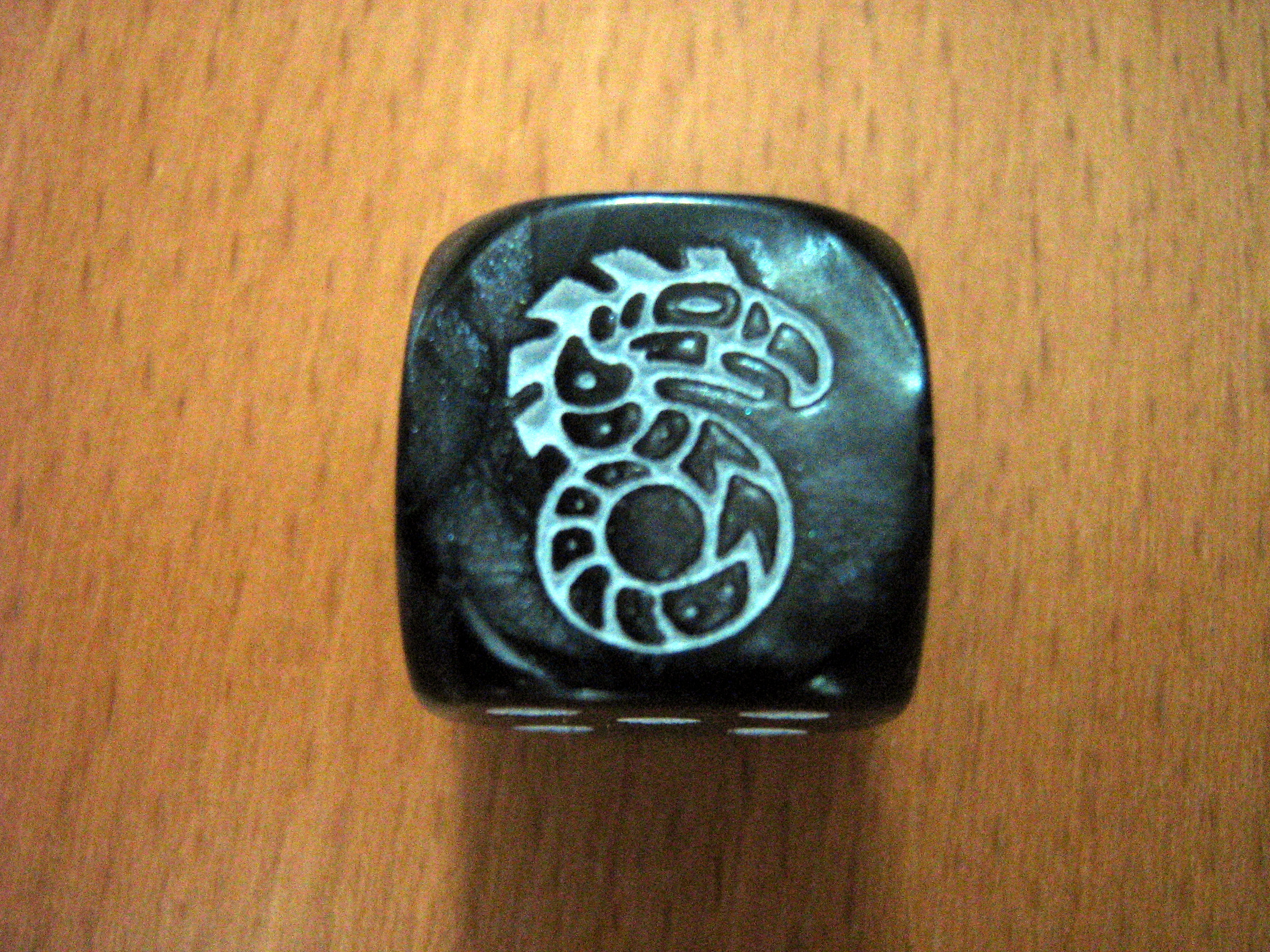
Шестиграна гральна кістка з символом Shadowrun замість 6.

Механіка ігор Shadowrun повністю заснована на системі з 6-сторонніми кістками. Гра засновується на навичках, а не на класах, але архетипи представлені в головній книзі, щоб дати гравцям та ігровим майстрам уявлення про те, що можливо з системою.
Перед четвертим виданням перевірки навичок та здібностей працювали так: всі дії в грі, від використання навичок до здійснення бойових атак, спочатку отримують цільове число, яке відображає складність дії, яке потім підвищують або опускають різні модифікуючі фактори, такі як умови навколишнього середовища, стан персонажу, використання механічних засобів тощо. Потім гравець кидає кількість кісток, рівних їхньому рівню у відповідній майстерності, а кількість випавших кісток, які відповідають або перевищують цільове число, визначають, чи персонаж успішно виконує дію та ступінь успішності, яку має персонаж. Наприклад, персонаж з високим вмінням вогнепальної зброї не тільки має кращі шанси вразити ціль, ніж хтось із нижчою мірою, але й швидше завдає більше шкоди цілі. Цільове число може перевищувати 6, у цьому випадку будь-які кістки, які показують 6, повинні бути перекинуті (цільове число, наприклад, 9 досягається киданням 6, а потім хоча б 3; таким чином, цільове число 6 і один із 7 ідентичний, за винятком того, що додаткові кидки кісток не допускаються для цільового числа 7 або більше). Для ще більших цільових цифр цю процедуру потрібно повторити; таким чином, дія з цільовим числом 20 (як, наприклад, спроба придбати озброєння військового класу) матиме успіх лише у тому випадку, якщо три послідовних кидки кісток приведуть до шісток, а четвертий дасть принаймні 2. Для будь-якого кидка кісток 1 завжди вважається провалом. Ця система забезпечує велику гнучкість у встановленні складності дії.
На додаток до цієї основної механіки, гравці можуть використовувати декілька наборів кісток, щоб додати бонусні кістки до певних тестів, хоча кістки, які використовуються, не оновлюються до кінця черги. Це додає додатковий тактичний елемент, оскільки гравець повинен вирішити, де найкраще використати ці бонусні кістки. Наприклад, бойові кістки в наборі можуть бути витрачені на поліпшення атак або на поліпшення оборони, або дещо з цього. У гравців також є очки Карми, який можна використовувати для перекидання будь-яких кісток, які не досягли цільового числа. Набір Карми оновлюється рідко, як правило, один раз на сцену або менше, на розсуд GM. Поєднання набору Карми та набору кісток дає гравцям значну свободу вирішувати, наскільки важливим є завдання їх характеру. Два персонажі з однаковою статистикою можуть виконувати дуже різні дії на одних і тих же завданнях залежно від їх пріоритетів (і, таким чином, розподілення наборів кісток та Карми).
У четвертому виданні все істотно змінилося. Гра все ще працює на шестигранних кістках, але тепер кожному завданню надається поріг. Гравець має кинути кількість кісток, рівну сумі їхньої майстерності та відповідного атрибуту, змінений відповідними модифікаторами. Кількість п'ятірок та шісток дорівнює кількості успіхів. Хіти вище порогу свідчать про надзвичайну ефективність. Крім того, якщо більше половини кинутих кісток — це один, то гравець зробив глюк. Глюки призводять до того, що з гравцем трапляються погані речі, а майстрам ігор рекомендується бути винахідливими та смішними.
У п'ятому виданні систему глюків трохи модифікували, і при наявності успіхів та половини одиниць гравець виконував задумане, але все одно отримував глюк. Абсолютний провал задуманого досягався відсутністю успіхів та одиницями на половині кинутих кісток.

### Архетипи
Хоча система навичок є вільною формою, деякі комбінації навичок та обладнання добре працюють разом. Це поєднання спеціалізації у майстерності та обладнання відоме як архетип. Найпомітніші архетипи — це вуличні самураї, персонажі, які сильно покращили своє тіло кібер-вдосконаленнями та біо-вдосконаленнями і зосередилися на фізичному бою; адепти, персонажів, які володіють магічними здібностями, що підвищують їх фізичні (а іноді і розумові) бойові здібності; обличчя, високо харизматичні персонажі, які спеціалізуються на перемовинах та соціальних маніпуляціях; хакери (декери), експерти з електронного спостереження, безпеки та моніторингу розширеної / віртуальної реальності, боротьби та реагування в мережі; ріггери, які аугментують свій мозок, щоб досягти тонкого контролю над транспортними засобами та безпілотниками; і маги, які кидають заклинання і можуть читати емоції та викликати духів з астрального виміру. У четвертому виданні, із зміною налаштувань, декери замінюються хакерами, які керують комп'ютерними мережами з доповненою реальністю через всюдисущі комунікації; вони також можуть взяти на себе роль ріггера.
П'яте видання запропонувало великий набір архетипів, які по суті є спеціальностями персонажів, а хакерів переназвали на декерів.
Однак архетипи не є класами символів: гравцеві дозволяється переходити межі. Обмеження накладаються не самою системою, а спеціалізаціями гравця. Оскільки ресурси для створення характеру обмежені, гравцеві доводиться зважувати, який ігровий ресурс він хоче спеціалізувати, а який він повинен нехтувати. Це дозволяє велике різноманіття налаштувань персонажів, одночасно забезпечуючи їх життєздатність в сетингу.

### Створення персонажів
Четверте видання Shadowrun використовує очки для створення персонажів. У попередніх виданнях, а пізніше в п'ятому випуску використовувалася система на основі пріоритетів із створенням персонажів на основі очок як розширений варіант. Пріоритети поділяються на расу, магію, атрибути, навички та ресурси. Всім речам, які явно не підпадають під перші чотири класифікації, включаючи контакти у третьому та попередньому виданнях Shadowrun, надаються цінності, еквівалентні грошовим коштам, які можна придбати за допомогою ресурсів.
Персонажі Shadowrun створюються з контактами, друзями та знайомими, які служать ключовими вузлами в соціальній мережі персонажа і які часто допомагають персонажу. Через систему контактів гравці можуть розкрити інформацію, яку їх герої не можуть самостійно здобути. Крім того, гравці часто можуть домовлятися про використання навичок, яких самі їх герої не мають, радикальний відхід від більшості рольових ігор.

### Есенція та Карма / Межа
Есенція — це міра життєвої сили живої істоти. Усі люди та металюди починають зі значенням 6 (хоча тварини можуть починати з вищої або нижчої есенції). Вона діє на магію, і як есенція згасає, так і магічні здібності. Кібер-вдосконалення, біо-вдосконалення, нанотехнологічні імплантати, надзвичайні випадки залежності від речовин та інші основні зміни в організмі істоти можуть також пошкодити його есенцію. Як правило, якщо есенція істоти досягає нуля, вона гине. Кібермансія дозволяє металюдям виживати з рейтингом есенції нульовим або меншим.
Гравці нагороджуються балами Карми в міру прогресування гри. У третьому виданні і раніше ці пункти зазвичай додаються до загального значення під назвою Добра карма, яку можна використовувати для підвищення атрибутів та навичок. Навички, які вже добре розвинені, коштують більше доброї карми, ніж нерозвинені навички, що допомагає заохочувати спеціалізованих персонажів бути більш гнучкими, витрачаючи Добру карму на слабші атрибути. Карма також робить персонажів потужнішими взагалі тому, що кожна десята (або двадцята для металюдей) точка додається до значення Карми замість Доброї Карми. значення Карма дозволяє гравцям в певних ситуаціях перекидати кубики або «купувати» додаткові кістки. Карму можна використовувати навіть для уникнення певної смерті ціною всіх пунктів значення Доброї Карми та Карми. У четвертій редакції значення Карма замінюється новим атрибутом під назвою Edge, який може використовуватися більшістю з тих же способів, що і значення Карми в третьому виданні. Досвід та розвиток персонажа все ще відслідковуються з Кармою, хоча було відмінено назву Добра, оскільки його більше не потрібно відрізняти від старого значення Карми.

## Натхнення та посилання
Shadowrun пов'язаний із Сходженням Землі, і він відбувається у «Шостому світі», в той же час Сходження Землі — «Четвертий світ», а Земля сучасного світу знаходиться в кінці П'ятого Світу. Такі посилання не потрібні для гри, але вони допускають кросовер-потенціал. Поняття «Світи» пов'язане з античною вірою ацтеків, що світ оновлюється кожні п'ять тисяч років — період, який називають «Сонцем» (в даний час ми живемо у світлі п'ятого Сонця). Дата початку «Шостого світу» заснована на старовинному мезоамериканському календарі довгих рахунків, який, коли розроблявся Shadowrun, був співвіднесений як закінчення циклу, який триває 5200 років 24 грудня 2011 року. Розуміння майя, яке призвело до використання дати 2011 року та використання концепції «світів», пов'язане з впливом книги Франка Уоттерса 1975 року « Мексика Містична»: Шостий світ свідомості, що настає, чия детально розроблена космологія є вибірковою використовується в рамках Всесвіту Shadowrun. Уотерс взяв його інформацію про дату закінчення мезоамериканського календаря довгих графів з видання Майя Майкла Д. Коу на 1966 рік.
На Shadowrun також вплинули праці Вільяма Гібсона (особливо Нейроманта). Гібсон, який не дав дозволу і висловив сильну неприязнь до змішування своїх ідей з «пощади мене, *ельфе*».
У 2007 році Роберт Бойд з Каррікфергуса, Північна Ірландія, пограбував магазин жіночої білизни Белфаст використовуючи жіночу перуку. Під час судового розгляду Бойд заявив, що в той час він грав Shadowrun, а саме роль злочинного ельфа Бухо, можливо, «розмила реальність і фантазію». Ця претензія переконала лише двох членів присяжних, і Бойд потрапив до в'язниці на два роки.

## Романи
FASA випустила 40 романів Shadowrun у співпраці з видавництвом Roc між 1991 та 2001 роками. Романи Shadowrun вийшли з виробництва між 2001 та 2005 роками, тому книги, видані до кінця права власності FASA на ліцензію, важко знайти. Ще один (41-й) роман був оголошений, але так і не опублікований.
У 2005 році WizKids почав видавати нові романи Shadowrun, знову через видання Roc Нової американської бібліотеки. У новій серії вийшло шість романів. У 2008 році Catalyst Game Labs оголосив про повернення романів для Classic BattleTech, MechWarrior та Shadowrun. У повідомленні зазначається, що перший із абсолютно нових романів Shadowrun з'явиться попередньо до початку 2009 року але романи не виходили через незрозумілі затримки у виробництві романів для всіх трьох франшиз. Збірка новел під назвою «Заклинання та хром» була опублікована у 2010 році. У 2012 році Catalyst Game Labs опублікував автономну електронну новелу «Охайний», написану Расселом Циммерманом. Пізніше Catalyst оголосив про плани випустити подальшу художню літературу і, нарешті, романи, які вийдуть у співпраці з Barnes & Noble взимку 2013 року.
Кілька додаткових романів було опубліковано іншими мовами. Понад 30 романів написано німецькою мовою, німецькими та австрійськими авторами, опублікованими Хейном (з 1991 р.) Та ФанПро (з 1997 р.).  

## Відео ігри
На основі франшизи Shadowrun розроблено вісім відеоігор; першою в 1993 році була рольовий бойовик під назвою Shadowrun і розроблена Beam Software для системи розваг Super Nintendo. Друга, також під назвою Shadowrun, була випущена для Sega Genesis в 1994 році, розроблена BlueSky Software. Третьою грою була візуальна новела пригодницька гра, розроблена японською компанією Group SNE в 1995 році для Sega Mega-CD, знов під назвою Shadowrun. Четверту гру під назвою Shadowrun: Assassin планували випустити в 1998 році FASA Interactive Technologies для ПК, але її скасували. Наступна випущена гра стала шутером від першої особи для Xbox 360 та Windows Vista під назвою Shadowrun. Вона була розроблена компанією FASA Interactive, що належить компанії Microsoft, яка також долучилася до розробки гри. Це була найперша гра, яка дозволяє кросплатформену гру в сервісі Games for Windows — Live. Як заявили видавці рольової гри Shadowrun під час виходу відеоігри: "Microsoft переписала часові відрізки та сетинг для цієї гри, тому вона не перебуває в наступності з настільною RPG. Це можна точніше описати, як гру вільно засновану на Shadowrun ".
У вересні 2007 року Microsoft закрила FASA Studios і ліцензувала права на електронні розваги Shadowrun для Smith & Tinker, компанію, що належить Джордану Вайсману, одному з оригінальних творців Shadowrun. У 2012 році компанія Вайсман Harebrained Schemes розпочала кампанію Kickstarter для фінансування розробки Shadowrun Returns, 3D-покрокової одиночної рольової відеоігри. Близько 1,8 мільйона доларів США було надано в заставу, що в чотири рази більше, ніж мета в 400 000 доларів. Shadowrun Returns вийшов 25 липня 2013 року. Розширення для Shadowrun Returns під назвою Shadowrun: Dragonfall було створено як досягнута, а потім пізніше було випущено як автономна гра під назвою Shadowrun: Dragonfall — Director's Cut. У січні 2015 року Harebrained Schemes запустив ще один Kickstarter для фінансування Shadowrun: Hong Kong, який вийшов у серпні 2015 року. «Cliffhanger Productions» Яна Вагнера також провела успішну кампанію Kickstarter для онлайн покрокової рольової гри, яка може гратися як окремо, так і з іншими гравцями. 14 серпня 2012 року кампанія була профінансована в розмірі 558 863 доларів. Гра повинна була вийти наприкінці 2013 року як Shadowrun Online але насправді була випущена у квітні 2015 року як Shadowrun Chronicles: Boston Lockdown.
Хронологія відеоігор Shadowrun:
- 1993 — Shadowrun (Beam Software; SNES)
- 1994 — Shadowrun (BlueSky Software; Genesis / Mega Drive)
- 1996 — Shadowrun (Group SNE; Sega / Mega CD)
- 2007 — Shadowrun (FASA Interactive; Windows та Xbox 360)
- 2013 рік — Повернення Shadowrun (Harebrained Schemes; Windows, Linux, Mac, iOS та Android)
- 2014 рік — Shadowrun: Dragonfall (Harebrained Schemes; Windows, Linux, Mac, iOS та Android)
- 2015 рік — Shadowrun Chronicles: Boston Lockdown (Cliffhanger Productions; Windows, Linux, Mac, Ouya, iOS та Android планшети, усі настільні браузери через вебплеєр Unity)
- 2015 рік — Shadowrun: Гонконг (Harebrained Schemes; Windows, Linux, Mac)

## Рецензії
Лестер В. Сміт оглянув Shadowrun в Space Gamer Vol. II № 2. Сміт прокоментував, що «У Shadowrun — дуже візуальна ігрова система. Тобто це заохочує образність та рольові ігри, не занурюючись у надто сухі правила».
Shadowrun посів 8 місце у опитуванні читачів 1996 року журналу Arcane, щоб визначити 50 найпопулярніших рольових ігор усіх часів. Редактор британського журналу Пол Петтенґейл прокоментував: «Сила Shadowrun полягає в хитро розробленому тлі, який створює унікальну обстановку, яка насправді працює і постійно розвивається. Це також пов'язане з іншою основною системою FASA, Сходженням землі, — хоча Shadowrun — це майбутнє, Сходження землі — минуле того ж світу. Між цими двома створений захоплюючий Всесвіт, який пропонує великий потенціал для всіх стилів гри.»
Стівен С. Лонг коментує: «Друге видання Shadowrun належить до списку найкращих ігор для хобі, оскільки воно настільки чудово інтегрує специфічний для ігор матеріал з інформацією про сетинг. При цьому він задовольняє те, що багато геймерів вважають двійниками: жорсткі правила, які роблять геймплей цікавим; і занурення, яке покращує ігровий досвід, а не применшує його».

### Нагороди
Shadowrun 2nd Edition отримав премію «Origins 1992» за «Кращі правила рольової гри» та «Найкраща графічна презентація рольової гри, пригод чи доповнення».
Рольова гра Shadowrun, різні розширення, антологія короткого оповідання Spells & Chrome та колекційна карткова гра Shadowrun виграли нагороди Origins. Четверте видання також отримало нагороди ENnie за найкращі правила, а також за найкращий продукт у 2006 році. У 2010 році Shadowrun — 20-річчя видання виграло три срібних ENnies: найкраще мистецтво інтер'єру, найкращі виробничі цінності та найкраща гра.

## Відгуки
- Challenge № 41 (1989)
- White Wolf № 17 (1989)
- White Wolf № 33 (верес. / Жовт., 1992)

## Нотатки
1. ↑  Перше та Друге видання відбуваются у 2050-х роках. Четверте видання у 2065-му році. П'яте — у 2075-му. Шосте — у 2080-му.